# Élections législatives pakistanaises de 1985
Les élections législatives pakistanaises de 1985 ont eu lieu le 28 février 1985. Elles sont convoquées par le président Muhammad Zia-ul-Haq, qui a pris le pouvoir à la suite d'un coup d’État en 1977. 
Le scrutin s'inscrit dans une volonté de restaurer le droit commun et la Constitution, et donc de rétablir l'Assemblée nationale. Les partis politiques y sont bannis et les candidats se présentent tous à titre indépendant. Le Mouvement pour la restauration de la démocratie a appelé à boycotter le scrutin. 

## Résultats
| Partis                          | Vote populaire | %     | Composition de l'Assemblée |
| ------------------------------- | -------------- | ----- | -------------------------- |
| Indépendants                    | 16 886 673     | 100 % | 207                        |
| Votes blancs ou invalides       | 581 521        | -     |                            |
| Sièges réservés                 |                | -     | 30                         |
| Total (participation : 52,93 %) | 17 468 194     | 100 % | 237                        |